# カリヨタス
カリヨタス（Karijotas, 1358年から1363年の間に死没）は、リトアニア大公国の統治者ゲディミナスの息子の一人で、ナヴァフルダクとヴァウカヴィスクの公。洗礼名はミハイル（Михаи́л）。
1349年、兄のアルギルダスはカリヨタスとその2人の息子、アイクシュタス（またはエイクシス）とシメオナスをジョチ・ウルスの支配者ジャーニー・ベクの許に遣わし、ドイツ騎士団とモスクワ大公国を敵国とする軍事同盟を結ぼうとしたが、ジャーニー・ベクはカリヨタス親子を捕まえ、モスクワ大公セミョーンに人質として売り渡した。
カリヨタスに何人の子供がいたのかははっきりしない。人数は4人から10人と諸説にばらつきがある。信頼できる史料では、おおよそ4人の息子が確認できる。1363年の青水の戦いでは、カリヨタスの息子としてアレクサンドラス、ユルギス、コンスタンティナス、テオドラスの4人が参戦し、伯父アルギルダスに加勢しているのである。この戦いに貢献した褒美として、兄弟はポジーリャを与えられた。
アレクサンドラス（1380年頃に没）はハールィチ・ヴォルィーニ戦争に参戦し、ポーランド王カジミェシュ3世に味方して叔父のリュバルタスと戦った。1366年、アレクサンドラスはリュバルタスと戦った褒美としてカジミェシュ3世からヴォロディームィル＝ヴォルィーンシキーを与えられている。しかし4年後の1370年にカジミェシュ3世が死ぬと、リュバルタスが再び同市を奪取した。ユルギス（1375年にモルダヴィアで没）は最初はアレクサンドラスを支援していたが、モルダヴィアの君主になるよう打診されて受諾した際に毒殺された。コンスタンティナスは1385年のクレヴォの合同ののちハンガリーへ移住、1389年頃に同国で亡くなった。テオドラス（1414年没）は父からナヴァフルダクの所領を相続し、他の兄弟たちが1389年頃までに死ぬと、ポジーリャの単独の領主となった。1392年、彼はヴィータウタス大公に反抗したためハンガリーへの亡命を余儀なくされ、その地でムカーチェヴェ (en) の領主となり、パラノク城（ムンカーチ城とも、 (en) ）を建設した。